# Domače govedo
Domače govedo (znanstveno ime Bos taurus), ki ga pogovorno imenujemo krave, so udomačeni sodoprsti kopitarji iz poddružine Bovinae družine Bovidae. Po svetu je najbolj razširjen rod Bos. Vzgajajo jih kot živino za meso (imenovano govedina in teletina), mleko in mlečne izdelke, usnje in kot vprežne živali (vleka vozov, plugov ipd). V nekaterih državah, npr. v Indiji, so krave svete in čaščene živali. Danes naj bi na svetu živelo okrog 1,4 milijarde glav goveda.
Govedo se običajno vzreja kot živina za meso (goveje ali telečje meso), za mleko (glej krave mlekarice) in za kože, ki se uporabljajo za izdelavo usnja. Uporabljajo se kot vlečne živali (voli, ki vlečejo vozove, pluge in druga orodja). Drug izdelek goveda je kravjek, ki se lahko uporabi za ustvarjanje gnoja ali goriva. Govedo, večinoma majhne pasme, kot je miniaturni zebu, se uporablja tudi kot hišni ljubljenček.

## Terminologija
Kráva je odrasla samica goveda. Samec je bík, skopljen pa vôl. Mladiču pravimo tele; teliček (moškega spola) oziroma telička (ženskega).

## Pasme
Glede na uporabo ločimo mesnate, mlečne in kombinirane pasme. Nekatere bolj znane pasme so:
- Lisasto, kombinirano
- Cikasto govedo, kombinirano, avtohtona slovenska pasma
- Črno-belo (Holstein-Frizijska), mlečna
- Dexter, kombinirana pasma
- Belgijsko belo-plavo, mesna
- Charolais, mesna
- Limusin, mesna
- Dexter, mesna
- Višavsko škotsko
- Rjavo, mlečna
- Aberdeen-Angus
- Boškarin, istrska avtohtona dolgoroga pasma
- Piedmontese, italijanska avtohtona višavska pasma

## Pasemske bolezni
- Pritlikavost pri Angus govedu ( nesmiselna mutacija )